# Mesochorus iridescens
Mesochorus iridescens är en stekelart som beskrevs av Ezra Townsend Cresson 1879. Mesochorus iridescens ingår i släktet Mesochorus och familjen brokparasitsteklar. Inga underarter finns listade i Catalogue of Life.